# Zemple
Zemple è un comune di 82 abitanti degli Stati Uniti d'America, situato nello Stato del Minnesota nella Contea di Itasca.